# 克里斯丁·約瑟夫·莫拉塔·包蒂斯塔
克里斯丁·約瑟夫·莫拉塔·包蒂斯塔（Christian Joseph Morata Bautista，1981年10月19日—），姓名簡寫克里斯丁·包蒂斯塔；菲律賓新生代歌手、演員、主持人、模特兒。他出道於菲律賓ABS-CBN頻道播出的歌唱競賽真人秀，在那場競賽中他獲得了第四名。比賽結束後，他與菲律賓華納音樂公司簽訂了歌唱合約並同時發布了首張同名專輯。因為歌聲特殊，形象帥氣，讓他立即走紅於菲律賓。不止此，他在印尼、新加坡、馬來西亞和泰國等東南亞國家亦有相當知名度。